# Дубровська Ганна Анатоліївна
Дубровська Ганна Анатоліївна (нар. 27 листопада 1972, Мінськ, Білоруська РСР, СРСР) — російська акторка білоруського походження. Заслужена артистка Росії (2004).

## Біографія
Народилася 27 листопада 1972 року в Мінську, Білоруська РСР. 
З дитинства складала пісні, брала участь у музичному ансамблі, займалася фігурним катанням, грала в кіно. У 7-річному віці заграла першокласницю у телеспектаклі «Між А і Б».
Найбільше захоплювалася театром, який і став її професією. У 1990 році Дубровська приїхала до Москви і вступила до театральне училища імені Б. Щукіна на курс В. В. Іванова. У 1992 році виконала першу головну роль — Оксани у кінокомедії «Хочу вашого чоловіка».
Закінчивши в 1994 році училище, була прийнята в трупу державного академічного театру імені Є. Вахтангова. Вона відразу ж отримала роль головної героїні в легендарній виставі «Принцеса Турандот». Потім був телесеріал «Прості істини» у 1999 році. На початку 2000-х років Ганна стала грати головні ролі ще в цілому ряді вистав: «Отелло» (премії «Чайка» і «Тріумф» за роль Дездемони), «Дядечків сон», «Царське полювання», «Амфітріон», «Фредерік, або Бульвар злочинів» у театрі імені Є. Вахтангова, «Планета» Євгена Гришковця.
Уникла загибелі під час сходу льодовика Колка в Північній Осетії, де мала була брати участь у зйомках фільму «Зв'язковий» кінорежисера Сергія Бодрова-молодшого в 2002 році. Напередодні катастрофи акторка полетіла до Москви на виставу і тим самим уникнула трагедії, яка забрала життя знімальної групи Сергія Бодрова-молодшого.
У середині нульових додаткову популярність акторці принесла участь у блокбастері «Нічний дозор». У цей же період вона зіграла головні ролі у популярних телесеріалах «Операція „Цвіт нації“», «Щасливий», «Дев'ять невідомих», «Свій — чужий», а також у картинах «Лісовик» та «Лісовик 2». Для двох останніх стрічок також виконала пісні.
Наприкінці травня 2010 року на Київському кінофестивалі відбувся прем'єрний показ фільму «Іванов», в якому акторка зіграла роль Ганни Петрівни (Сари).
У 2007 році Дубровська отримала свою другу премію «Чайка» — за роль Беатріче в комедії «Багато галасу з нічого» (театр на Малій Бронній).
У вересні 2009 року у театрі імені Є. Вахтангова відбулася прем'єра вистави «Дядя Ваня», де акторка виконує роль Олени Андріївни.

## Родина
Батько — конструктор-винахідник, мати — акторка Київського театру оперети. Старша сестра Ілона.
- Перший чоловік (1991—2009) — Тудор Андронакі
  - Дочка — Ніна Тудор Андронакі (нар.. у 1992 році), акторка[8]
- Другий чоловік (з 2010 р.) — Вадим Дубровицький, режисер.

## Визнання і нагороди
- 2000 — Премія «Чайка» в номінації «Зваблива жінка» (за роль Дездемони в спектаклі «Отелло», театр імені Є. Вахтангова)
- 2001 — Премія «Тріумф» (за роль Дездемони в спектаклі «Отелло», театр імені Є. Вахтангова)
- 2004 — Заслужена артистка Росії
- 2007 — Премія «Чайка» в номінації «Зваблива жінка» (за роль Беатріче у виставі «Багато шуму з нічого», театр на Малій Бронній).

## Творчість

### Ролі в театрі
Театр імені Є. Вахтангова
- «Принцеса Турандот» — Турандот
- «Зойчина квартира» М. О. Булгакова — Алла Вадимівна
- «Алі-Баба і сорок розбійників» — Марджана
- «Життя є сон» — Естрелья
- «Варвари» М. Горького — Степанида
- «Витівки Скапена» — Комедіантка
- «Пікова дама» — перша молода дівчина, княжна Поліна
- «За двома зайцями» Михайла Старицького — Галя
- «Лев узимку» — Еліс
- «Амфітріон» Мольєра — Алкмена
- «Отелло» Вільяма Шекспіра — Дездемона
- «Дядечків сон» Ф. М. Достоєвського — Зінаїда Панасівна
- «Царське полювання» Леоніда Зоріна — Єлизавета
- «Фредерік, або Бульвар злочинів» — Береніка
- «Дядя Ваня» — Олена Андріївна
- «Машенька» (Окаємови дні) — Ніна Олександрівна
- «Боварі» — Емма Боварі

Інші театри
- «Кухня», Театральне товариство 814 — Люся Медянкіна
- «Лихо з розуму», Театральне товариство 814 — Наталія Дмитрівна Горич
- «Планета», Євген Гришковець — Вона
- «Іфігенія в Авліді», ТЦ на Пристрасному — Клітемнестра
- «Ромео і Джульєтта», продюсерський центр «Новий глобус» — Леді Капулетті
- «Приворотне зілля», Театральне агентство «Арт-партнер ХХІ» — Лукреція
- «Багато галасу з нічого», театр на Малій Бронній — Беатріче
- «Завірюха-атракціон»
- «Вишневий сад», LA' ТЕАТР — Любов Андріївна Раневська

### Ролі в кіно і на телебаченні
- 1980 — «Між А і Б» (телеспектакль) — першокласниця
- 1992 — «Хочу вашого чоловіка» — Оксана, коханка Андрія
- 1993 — «Хочу в Америку» — Рижа, дівчина з будівництва
- 1994 — «Будинок на камені» — Альона
- 1995 — «Дім» (телесеріал) — Наташа
- 1997 — «Графиня де Монсоро» (телесеріал) — Габріель
- 1998 — «Чорне море 213» (США) — Енні, асистентка фотографа
- 2001 — «Чорна кімната», новела «Вибір» — Олена
- 2002 — Зв'язковий — Катя (фільм не завершено)
- 2004 — «Операція „Цвіт нації“» (телесеріал) — Ольга, агентка «Княгиня»
- 2004 — «Нічний дозор» — Лариса, вампірка
- 2005 — «Наскрізна лінія» (телефільм) — Женя, прообраз автора
- 2005 — «Щасливий» (телесеріал) — Маша Маєвська, дружина Артема
- 2005 — «Дев'ять невідомих» (телесеріал) — Таня, дружина Мефодія, перекладачка
- 2005 — «Денний дозор» — Лариса, вампірка
- 2006 — «Лабіринти розуму» (телесеріал) — Віка, господиня перукарні
- 2006 — «Моя прекрасна няня» (телесеріал) — Аліса, колишня коханка Шаталіна
- 2006 — «Поцілунок метелика» — Анжела, дружина великого бізнесмена
- 2006 — «Не було б щастя…» — Лора, інструкторка з фітнесу
- 2006 — «Лісовик» — Світлана Наумова, підприємиця
- 2006 — «Свій-чужий» (телесеріал) — Зоя, прокурорка
- 2007 — «Лісовик 2» — Світлана Нікітіна, підприємиця
- 2008 — «Каменська-5» (телесеріал) — Аніта Ріттер, заступниця директора фірми, фільм «Закон трьох заперечень» (у 2-х частинах).
- 2009 — Спецкор відділу розслідувань — Паола Шевеллі, італійська мільйонерка
- 2009 — Бумеранг з минулого — Інга
- 2009 — Детективне агентство «Іван да Мар'я»— Саша, хатня робітниця
- 2009 — Зелені поля — Віра, дружина Бориса
- 2010 — Лісовик. Продовження історії — Світлана Нікітіна, підприємиця
- 2010 — Виходжу тебе шукати — Поліна
- 2010 — Іванов — Ганна Петрівна (Сара), дружина Іванова
- 2010 — «Доктор Тирса» (телесеріал) — Ольга, фігуристка
- 2010 — «Сергій Бодров. Він просто пішов у гори» (документальний)
- 2012 — Військовий госпіталь — Віра Журавльова, дружина головного лікаря, бібліотекарка
- 2014 — Дачний романс — Ганна
- 2015 — Риса — Поліна Степанівна Рубцова, співробітниця МУРа
- 2016 — Жіночий детектив (міні-серіал)
- 2016 — Сценарій (міні-серіал)
- 2017 — Герасим — медсестра
- 2018 — Тетрада Фалло (серіал)
- 2022 — Склифосовский - Олена Іванівна Барикіна, суддя